# Sociedad Deportiva Huesca 2012-2013
Questa voce raccoglie le informazioni della Sociedad Deportiva Huesca nelle competizioni ufficiali della stagione 2012-2013.

## Stagione
Nella stagione l'Huesca partecipa alla Segunda División e conclude il campionato in 21ª posizione, che costa al club aragonese la retrocessione in Segunda División B dopo tre stagioni consecutive nella seconda divisione spagnola.
In Coppa del Re comincia il sconfiggendo per 2-1 il Guadalajara. Come l'anno precedente, però, il terzo turno è fatale ai rigori: questa volta è il Ponferradina l'artefice dell'eliminazione dell'Huesca dopo un match conclusasi 1-1 ai tempi supplementari.

## Maglie
|  | Casa | Trasferta | Terza divisa |

## Rosa
Rosa aggiornata al 1º gennaio 2013.
| N. |                   | Ruolo | Calciatore                   |
| -- | ----------------- | ----- | ---------------------------- |
| 1  | Spagna (bandiera) | P     | Nacho Zabal                  |
| 3  | Spagna (bandiera) | C     | Luis Helguera                |
| 4  | Spagna (bandiera) | C     | Carlos Lázaro                |
| 5  | Spagna (bandiera) | D     | Rafael Clavero               |
| 6  | Spagna (bandiera) | C     | David López                  |
| 7  | Spagna (bandiera) | C     | Antonio Núñez                |
| 8  | Spagna (bandiera) | C     | David Vázquez                |
| 9  | Spagna (bandiera) | A     | Borja                        |
| 10 | Spagna (bandiera) | C     | Juanjo Camacho               |
| 11 | Spagna (bandiera) | C     | Jorge Larena-Avellaneda Roig |
| 13 | Spagna (bandiera) | P     | Luis García                  |
| 14 | Spagna (bandiera) | C     | Marc Martínez                |

| N. |                                | Ruolo | Calciatore          |
| -- | ------------------------------ | ----- | ------------------- |
| 15 | Spagna (bandiera)              | C     | Joaquín Sorribas    |
| 16 | Spagna (bandiera)              | D     | Sergio Díaz         |
| 19 | Emirati Arabi Uniti (bandiera) | A     | Tariq               |
| 20 | Spagna (bandiera)              | D     | Alex Pérez          |
| 21 | Spagna (bandiera)              | C     | Xavi Annunziata     |
| 22 | Spagna (bandiera)              | D     | David Rivas         |
| 23 | Spagna (bandiera)              | D     | José Antonio Llamas |
| 24 | Spagna (bandiera)              | A     | Jokin               |
| 26 | Spagna (bandiera)              | D     | Rubén Garcés        |
|    | Spagna (bandiera)              | D     | Rubén Párraga       |

## Statistiche

### Statistiche di squadra
| Competizione     | Punti | In casa | In casa | In casa | In casa | In casa | In casa | In trasferta | In trasferta | In trasferta | In trasferta | In trasferta | In trasferta | Totale | Totale | Totale | Totale | Totale | Totale | DR  |
| Competizione     | Punti | G       | V       | N       | P       | Gf      | Gs      | G            | V            | N            | P            | Gf           | Gs           | G      | V      | N      | P      | Gf     | Gs     | DR  |
| ---------------- | ----- | ------- | ------- | ------- | ------- | ------- | ------- | ------------ | ------------ | ------------ | ------------ | ------------ | ------------ | ------ | ------ | ------ | ------ | ------ | ------ | --- |
| Segunda División | 45    | 21      | 7       | 8       | 6       | 28      | 25      | 21           | 4            | 4            | 13           | 18           | 33           | 42     | 11     | 12     | 19     | 46     | 58     | -12 |
| Coppa del Re     | -     | 2       | 1       | 1       | 0       | 3       | 2       | -            | -            | -            | -            | -            | -            | 2      | 1      | 1      | 0      | 3      | 2      | +1  |
| Totale           | -     | 23      | 8       | 9       | 6       | 31      | 27      | 21           | 4            | 4            | 13           | 18           | 33           | 44     | 12     | 13     | 19     | 49     | 60     | -11 |